# Dexter and Piscataquis Railroad
Die Dexter and Piscataquis Railroad ist eine ehemalige Eisenbahngesellschaft in Maine (Vereinigte Staaten). Sie wurde am 24. Oktober 1888 gegründet und bereits ab 13. Dezember 1888 von der Maine Central Railroad gepachtet, die sie am 27. Dezember 1939 endgültig aufkaufte. 
Ihre einzige Strecke stellte die Verlängerung der Strecke Newport Junction–Dexter dar, die 1868 durch die Dexter and Newport Railroad eröffnet worden war, und führte über 22,7 Kilometer von Dexter nach Dover-Foxcroft. Die normalspurige Strecke wurde im Dezember 1889 eröffnet. Sie ist heute stillgelegt und wurde zuletzt von der Guilford Transportation genutzt.